# Amanda (canción de Boston)
«Amanda» es una power ballad interpretada por la banda de hard rock estadounidense Boston, fue escrita y producida por el guitarrista de la banda Tom Scholz. El tema fue lanzado como el primer sencillo del álbum Third Stage (1986), el tercer álbum de la banda. Fue también el primer sencillo publicado oficialmente desde 1978 y fue además el primero en ser publicado por la empresa discográfica MCA Records.
«Amanda» se convirtió en el sencillo más exitoso de la banda en las listas de popularidad en los Estados Unidos y Canadá, ya que encabezó el Billboard Hot 100 y el Mainstream Rock en los Estados Unidos,  mientras que en Canadá alcanzó el 1° lugar de la lista de la revista RPM.